# Поляк, Александр Владимирович
Александр Владимирович Поляк (укр. Олександр Володимирович Поляк, 23 сентября 1948 — 22 февраля 2003) — работник правоохранительных органов, городской голова города Запорожье в 2000—2003 годах.

## Биография
Окончил Запорожский гидротехнический техникум (1968) и Саратовскую специальную школу милиции МВД СССР по специальности «правоведение».
С 1973 года — следователь, старший следователь, начальник следственного отделения Куйбышевского и Вольнянского РОВД в Запорожской области.
С 1979 по 1985 годы — начальник следственной части, заместитель начальника следственного управления УВД Запорожского облисполкома, начальник ГУВД Запорожья.
1992—1998 годы — первый заместитель начальника управления — начальник криминальной милиции УВД Запорожской области.
С июля 1970 г. работал в органах внутренних дел, пройдя путь от милиционера медицинского вытрезвителя до генерала-майора милиции. Магистр юридических наук ЮНЕСКО. В 1998 вышел в запас.
1998 год — участвовал в выборах на должность городского головы, однако не набрал достаточного количества голосов. В июне 2000 года на внеочередных выборах избран городским головой Запорожья, в марте 2002 года стал головой повторно (его поддержали 252 000 запорожцев, почти 40 % избирателей). В качестве главы города осуществил реконструкцию проспекта Ленина, в ходе которой, в частности, была реконструирована площадь 12 апреля.
Поляк умер в 2003 году от инфаркта. Был похоронен на Осипенковском кладбище.

## Награды
Государственный служащий третьего ранга (2000). Награждён орденом Почета (2002), орденом «За заслуги» III степени (2002), советскими медалями «За безупречную службу» III степени (1978), II степени (1983), памятной медалью Запорожской областной государственной администрации «За развитие региона» (2002), поощрительным знаком отличия «10 лет внутренним войскам МВД Украины».

## Память
Решением городского совета от 16 июля 2003 года Поляку посмертно было присвоено звание «Почётный гражданин Запорожья».
11 октября 2005 года площадь 12 апреля получила имя Поляка и на ней был открыт барельеф в память о городском голове. Запорожские архитекторы воплотили памятник на плите из красного гранита. Средства на создание монумента были выделены из благотворительного фонда, который учредили Почётные граждане Запорожья. В 2017 году бронзовый барельеф был похищен и в 2018 году восстановлен в другом материале и без внешнего сходства с оригиналом.
ПАО «Запорожсталь» проводит в Запорожье футбольный турнир памяти Александра Поляка. В 2017 году турнир прошёл в десятый раз.